# Kościół Chrystusa Króla i klasztor Sercanów białych w Polanicy-Zdroju
Kościół Chrystusa Króla i klasztor Sercanów białych – rzymskokatolicki kościół parafialny należący do dekanatu Polanica-Zdrój diecezji świdnickiej oraz klasztor sercanów białych, który jest macierzystym domem Prowincji Polskiej.
Klasztor został założony w dniu 12 maja 1927 roku przez Ojców Prowincji Niemieckiej. Przełożony tej prowincji kupił zajazd "U sołtysa Sokołówki" od gospodarza pana Fischera, Zajazd obejmował dom mieszkalny z oberżą, drugi budynek z werandą (tzw. dom gości), stodoły i 40 mórg ziemi. Od założenia klasztoru rozrastała się wspólnota zakonna, w 1932 roku w klasztorze przebywało prawie 15 zakonników. W sumie w latach 1927–1946 do wspólnoty "Chrystus Król" należało 35 współbraci (22 ojców i 13 braci). Większość ojców było nauczycielami w szkole misyjnej, niektórzy byli zaangażowani w działalność duszpasterską. Na Wielkanoc 1928 roku w klasztorze została założona szkoła misyjna licząca 8 uczniów dla przygotowania własnych kandydatów do Zgromadzenia. W dniu 31 marca 1940 roku, na mocy decyzji władz hitlerowskich, szkoła misyjna została zlikwidowana. W 1945 roku żołnierze Armii Czerwonej i Ludowego Wojska Polskiego spustoszyli i ograbili klasztor. W dniu 8 marca 1946 roku zapadła decyzja o wysiedleniu zakonników i miejscowej niemieckiej ludności do Niemiec Zachodnich. W związku z tym ojcowie musieli opuścić klasztor. Od tej pory dom zakonny był opuszczony. Jesienią 1946 roku, na prośbę przełożonego generalnego sercanów białych, O. Jana od Serca Jezusa d'Elbe, do klasztoru przybyli pierwsi polscy sercanie, przebywający wcześniej we Francji. W latach 1971–1973 klasztor został przebudowany i odmalowany. W latach 2000–2010 wnętrza klasztoru zostały dostosowane dla potrzeb domu rekolekcyjno-wypoczynkowego.

## Sanktuarium Matki Bożej Fatimskiej[2]
Sanktuarium Matki Bożej Fatimskiej w Polanicy Zdrój zostało ustanowione przez Jego Ekscelencję Ks. Biskupa Ignacego Deca 6 maja 2017 r. w setną rocznicę Objawień Fatimskich. Wśród ważnych wydarzeń w historii sanktuarium należy wymienić uroczyste wprowadzenie figury Matki Bożej Fatimskiej, przekazanej przez biskupa Ignacego Deca ojcom sercanom białym 29 października 2017 roku, po zakończeniu peregrynacji. Rok później, w październiku 2018 roku, do sanktuarium sprowadzono relikwie Dzieci Fatimskich, a 15 listopada 2018 roku również relikwie św. Jana Pawła II, które uroczyście wprowadzono do świątyni w grudniu tego samego roku.